# Ján Šišovský
Ján Šišovský (ur. 19 czerwca 1945 w Nowym Mieście nad Wagiem) – słowacki lekkoatleta, średniodystansowiec. W czasie swojej kariery reprezentował Czechosłowację.
Zdobył srebrny medal w sztafecie 3 × 1000 metrów (która biegła w składzie: Šišovský, Petr Bláha i Pavel Pěnkava) oraz zajął 8. miejsce w biegu na 800 metrów na europejskich igrzyskach halowych w 1969 w Belgradzie. Na halowych mistrzostwach Europy w 1970 w Wiedniu i na halowych mistrzostwach Europy w 1971 w Sofii odpadał w eliminacjach biegu na 800 metrów.
Wywalczył srebrny medal w sztafecie 4 × 4 okrążenia na halowych mistrzostwach Europy w 1973 w Rotterdamie (sztafeta czechosłowacka biegła w składzie: Ivan Kováč, Jozef Samborský, Jozef Plachý i Šišovský), a w biegu na 800 metrów odpadł w eliminacjach. Odpadał w eliminacjach biegu na 800 metrów również na halowych mistrzostwach Europy w 1974 w Göteborgu oraz na mistrzostwach Europy w 1974 w Rzymie.
Šišovský był mistrzem Czechosłowacji w biegu na 1500 metrów w 1975 i 1976 oraz w sztafecie 3 × 1000 metrów w 1969, wicemistrzem w biegu na 800 metrów w 1974 i 1976, w sztafecie 4 × 400 metrów w 1968 oraz w sztafecie olimpijskiej w 1969, a także brązowym medalistą w biegu na 800 metrów w 1970 i 1972 oraz w sztafecie 3 × 1000 metrów w 1970. W hali był mistrzem Czechosłowacji w biegu na 800 metrów w latach 1969–1971 i 1973 oraz w biegu na 1500 metrów w 1976.
Rekord życiowy Šišovskiego w biegu na 800 metrów wynosił 1:47,01. Startował w klubie Dukla Bańska Bystrzyca.